# 오동우
〈오동우〉는 (悟桐雨) 백박(白樸, 1226-? ) 지은 원대의 희곡이다. 현종(玄宗)과 양귀비(楊貴妃)의 고사를 극화한 것이다. 특히 제4절 후반, 양귀비를 잃고 홀로 촉(蜀)의 행궁에 우거(寓居)하는 현종이 어느 가을밤 오동나무에 떨어지는 가을비 소리에 귀비를 그리워하여, 깊은 우수에 잠기는 장면의 비창·전려(典麗)한 문체(文體)는 비장미(悲壯美)의 표출(表出)에 뛰어난 초기 원곡의 한 극치를 보인 작품이다.